# Auguste Majorelle
Pour les articles homonymes, voir Majorelle.
Joseph Constantin Auguste Majorelle, né à Lunéville (Meurthe) le 20 février 1825 et mort à Nancy le 7 mai 1879, est un décorateur français, créateur sur céramiques et sur meubles.
Il est le père de Louis Majorelle, décorateur et ébéniste. Il est également le grand-père du peintre Jacques Majorelle et l'arrière-grand-père de l'ingénieur/compositeur Pierre Schaeffer.

## Biographie

### Jeunesse

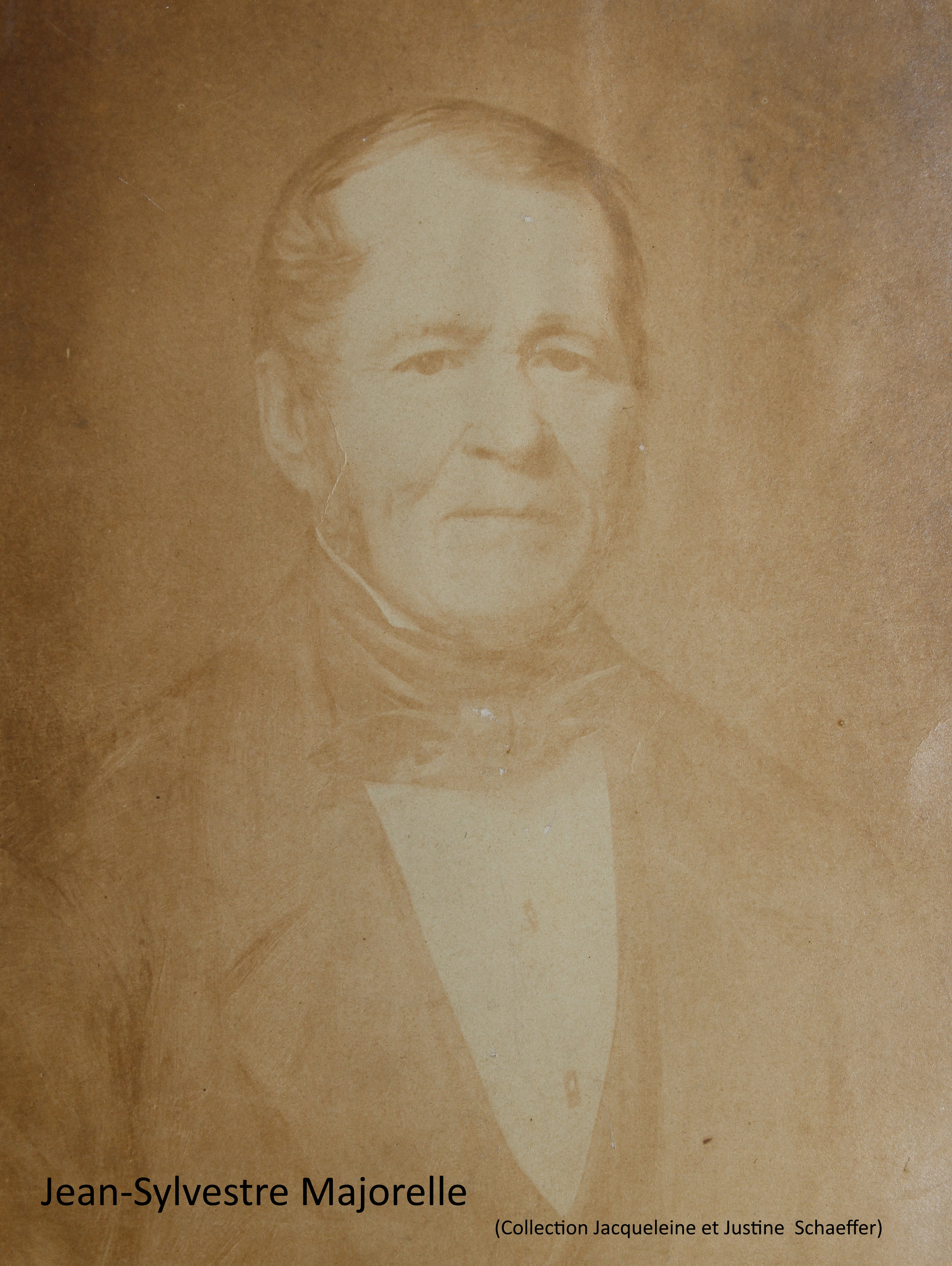
Jean-Sylvestre Majorelle, père d’Auguste.

Auguste Majorelle nait à Lunéville le 20 février 1825, ; il est le fils de Jean Sylvestre Majorelle (1790-1864), sellier-carrosier, et d'Aimée-Marie Larue (décédée en 1830). Il a très probablement fait son apprentissage à la Faïencerie de Lunéville. 
Il crée à Lunéville un magasin pour commercialiser ses œuvres. 

### Période touloise
Après son mariage le 11 décembre 1856, à Toul, avec Marie Jenny Barbillon (1838-1912), il s'installe dans cette ville en 1858, et y ouvre un commerce d'objets d'art dans un immeuble de la rue Général Gengoult.
Il collabore avec la Faïencerie Toul-Bellevue comme décorateur mais aussi comme client, achetant des pièces non décorées, qu'il décorait et commercialisait lui-même ensuite. C'est aussi là qu'il s'approvisionne en pigments et peintures.

### Installation définitive à Nancy
Ce n'est qu'après la naissance de son fils aîné, Louis, qu'il déménage définitivement en 1861 à Nancy où ses productions dans le goût japonisant répondent à la sensibilité d'une clientèle avide d'exotisme. En 1864, il brevète la technique du laquage sur céramique, et, en 1876, il est à l'origine d'un deuxième brevet qui ne diffère du premier que par un point : un émaillage réalisé à chaud sur l'intérieur de vases et autres pièces creuses destinés à recevoir sur l'extérieur un décor laqué.
Parallèlement à sa production faïencière, Auguste Majorelle se lance avec succès dans le meuble de style. Sa maîtrise des laques et sa parfaite exécution des scènes de genre champêtres (couple de bergers, etc.) revisitant les productions du règne de Louis XV lui assurent une belle réussite. Son fils Louis, après l'avoir secondé dans l'entreprise, reprendra cette dernière à son compte. Il fondera peu de temps après avec son frère Jules la fameuse société Majorelle Frères.

## Descendance
Auguste et Marie Majorelle ont huit enfants.
- Joseph Constantin Auguste Majorelle (1825-1879) ∞ (1856) Marie Jenny Barbillon (1838-1912)
  - Louis Jean Sylvestre Majorelle (1859-1926)
∞ (1885) Marie Léonie Jane Kretz (1864-1912)
    - Jacques Majorelle (1886-1962)
∞ (1919, div. en 1961) Andrée Marie Longueville (postérité)
∞ (1961) Marie-Thérèse Hamman (sans postérité).

  - Charles Majorelle (1860-1871) (sans postérité).
  - Rose Majorelle (1862-1944)
∞ Henri Schaeffer (1855-1937)
    - Jean Schaeffer
    - Henry Schaeffer (père de Pierre Schaeffer)
    - Maurice Schaeffer
    - André Schaeffer

  - Achille Majorelle (1865-1890) (sans postérité)
  - Camille Jules Majorelle (1866-1934)
∞ (1892) Marguerite Marie Louise Gérard (1870-1934)
    - Marie-Louise Augustine Marguerite Majorelle (1893-1957)
∞ Robert Destrez (1891-1969) (postérité)
    - Jean Majorelle
∞ Marie-Antoinette Freissinet (sans postérité)
    - Marie Louise Suzanne Majorelle (1895-1988)
∞ Georges Francin (1898-1952) (sans postérité)
    - Pierre Majorelle (1903-1933)
∞ (1930) Evelyne Paule Schmitt (postérité)

  - Pierre Auguste Majorelle (1867-1929)
∞ (1900) Adèle Marie Madeleine Dubois
    - Lucie Majorelle (sans postérité)
    - René Majorelle (postérité)
    - Odette Majorelle (sans postérité)
    - André Majorelle (postérité)
    - Jacques Majorelle (sans postérité)

  - Jeanne Majorelle (1874-1941)
∞ Paul Guyot (sans postérité)
  - Rose Camille Majorelle (1875-1945)
∞ (1901) Raymond Augustin Célestin Dastros (1872-1931)
    - Raymonde Dastros (postérité)
    - Jacqueline Dastros (sans postérité)

## Galerie

Œuvres d'Auguste Majorelle
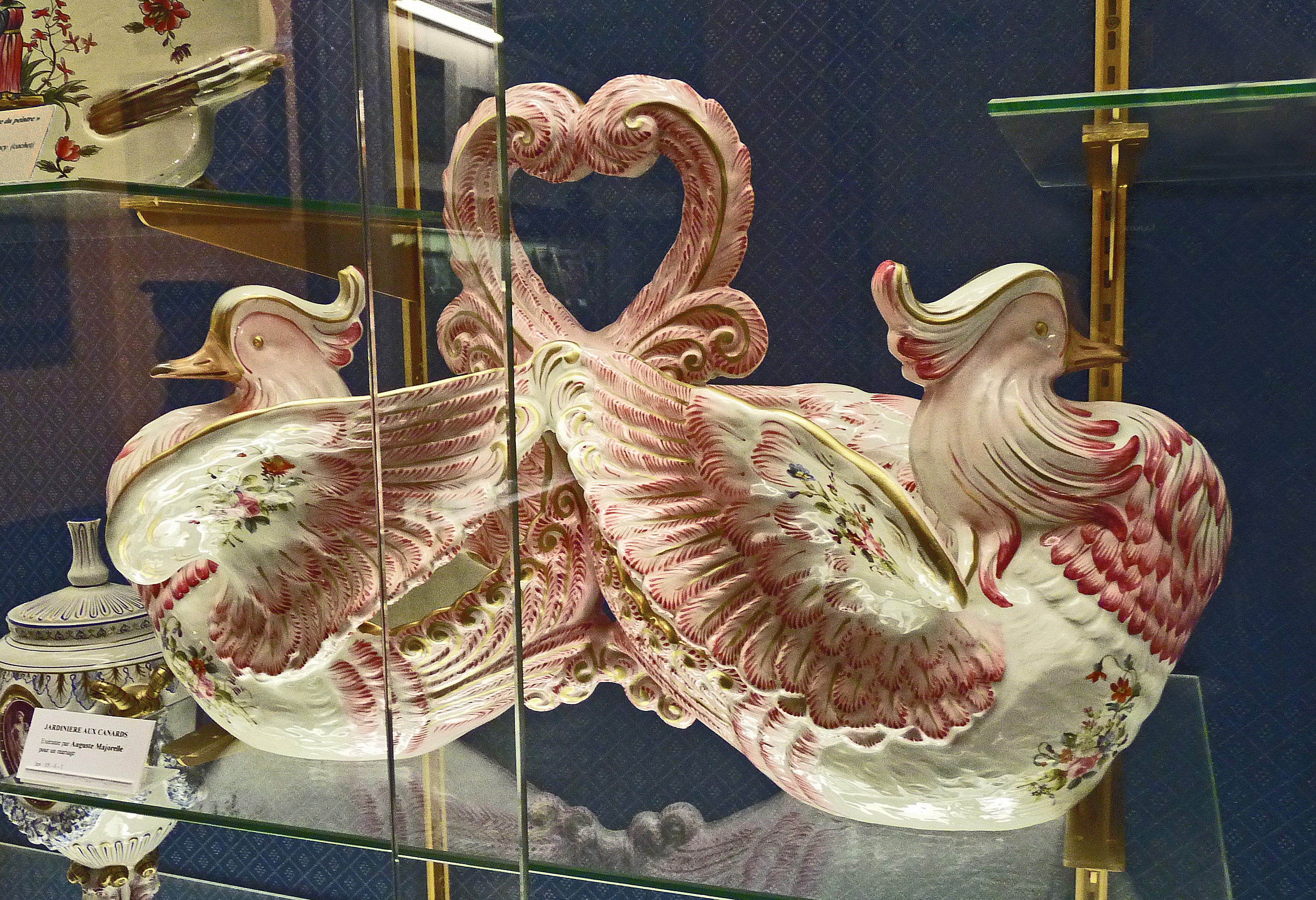
Jardinière aux canards, Remiremont, musée Charles de Bruyères.
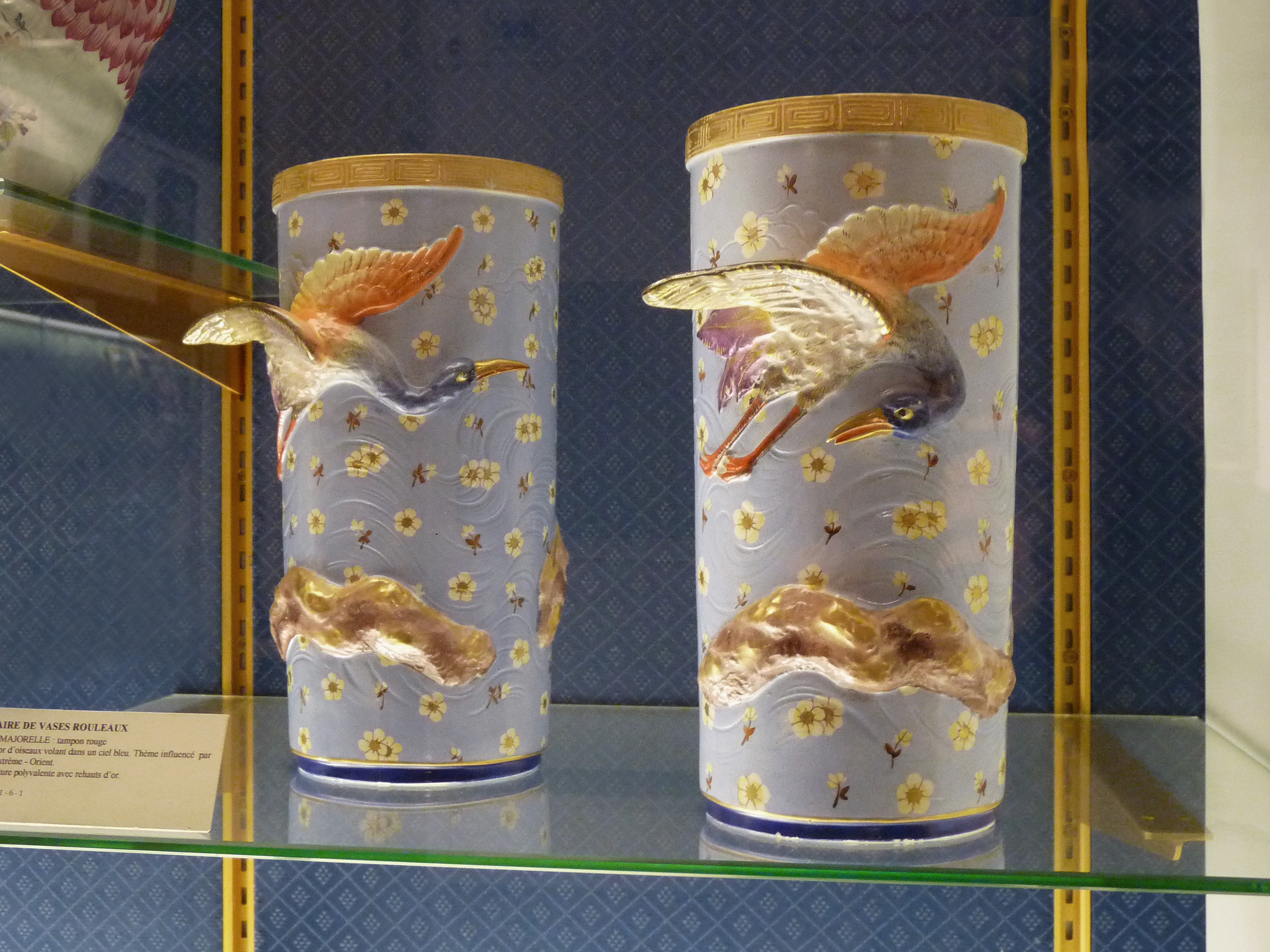
Paire de vases rouleaux, Remiremont, musée Charles de Bruyères.
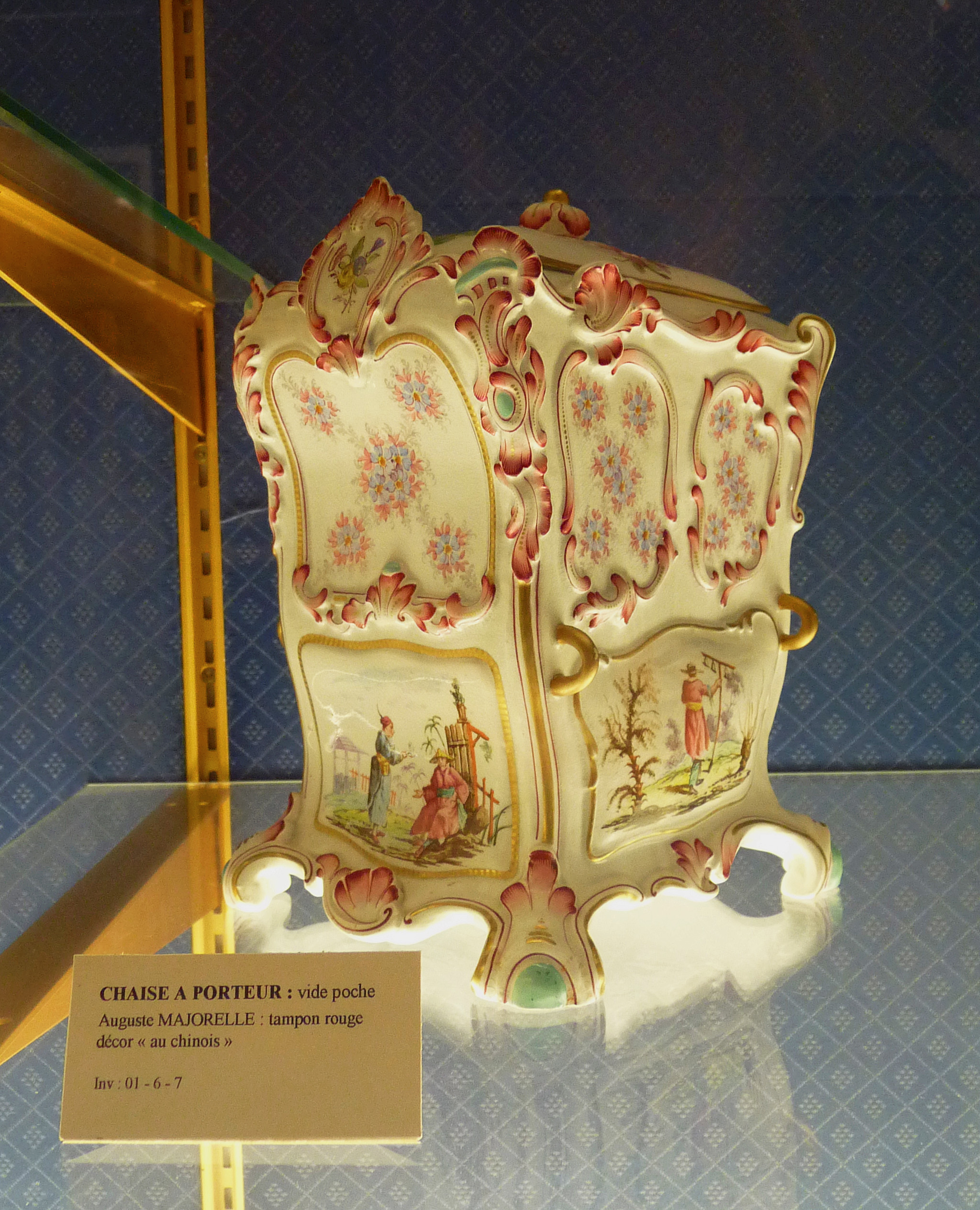
Chaise à porteur (vide poche), Remiremont, musée Charles de Bruyères.